# A&O Hotels and Hostels
A&O Hotels and Hostels GmbH – sieć hosteli z siedzibą w Berlinie, której oferta skierowana jest do młodych podróżników i turystów. Na ogół hostele zlokalizowane są w centrum miast, blisko stacji kolejowych. Sieć A&O ma 39 oddziałów w ośmiu krajach, co czyni ją największą prywatną siecią hosteli w Europie. Tylko w roku 2018 zarejestrowano 5 milionów pobytów, które wygenerowały sprzedaż na poziomie 152 milionów €.

## Historia
Założyciel sieci – Oliver Winter – odbył kilka podróży po Europie pod koniec lat 90., które stały się jego inspiracją. Wówczas, w Niemczech istniało niewiele hosteli, zlokalizowanych na obszarach miejskich; na ogół, większość z nich budowano na podmiejskich lub wiejskich terenach. Pieczę nad hostelami sprawowało Niemieckie Towarzystwo Hosteli Młodzieżowych, co było problemem dla turystów zagranicznych, ponieważ organizacja udostępniała pokoje tylko własnym członkom.
W roku 2000 Winter wraz ze swoim wspólnikiem Michaelem Kluge otworzyli pierwszy Hostel A&O w berlińskiej dzielnicy Friedrichshain, w którym to znajdowały się 164 łóżka. Po upływie roku podwoili liczbę łóżek, a już w latach 2002 i 2004 otworzyli kolejne hostele na terenie Berlina. W roku 2005 powstały pierwsze placówki poza granicami niemieckiej stolicy – w Pradze, Hamburgu i Monachium. Od tej pory, firma otwiera kolejne filie każdego roku, głównie w Niemczech, ale również i w krajach ościennych.
W 2009 firma dotarła na pierwsze strony gazet, wygrywając ciągnącą się od 5 lat sprawę sądową przeciwko DJH (Niemieckie Towarzystwo Hosteli Młodzieżowych). W 2005 roku organizacja DJH oskarżyła sieć A&O o nielegalne wykorzystywanie słowa „Jugendherberge” (z niem. schronisko młodzieżowe), które to DJH zastrzegło jako znak towarowy już w 1998 roku. Sieć A&O wniosła sprzeciw wobec takiego stanu rzeczy, podając jako powód zbyt dużą powszechność słowa „Jugendherberge”, która nie może dawać podstaw do traktowania go jako znak towarowy. Ostatecznie, w 2009 roku Federalny Sąd Patentowy Niemiec zadecydował o wykreśleniu nazwy „Jugendherberge” z rejestru znaków towarowych.
W 2017 spółka inwestycyjna TPG Capital wykupiła większość udziałów w spółce.
W 2020 sieć otworzyła swój pierwszy hostel w Polsce: A&O Warszawa Wola.

## Perspektywa na przyszłość
Po przejęciu przez spółkę TPG sieć A&O przeżyła gwałtowny rozwój, rozpoczęto efektywną realizację planów ekspansyjnych. Spółka opublikowała listę 25 miast Europy, w których to w niedalekiej przyszłości mają powstać hostele. Oprócz sześciu lokalizacji z podstawowych rynków A&O (Niemcy, Austria) na liście znalazły się również miasta w krajach, takich jak Irlandia, Szkocja, Anglia, Holandia, Francja, Hiszpania, Portugalia, Włochy, Węgry, Polska, Szwecja i Szwajcaria.

## Lista lokalizacji
Lista hosteli A&O. Ostatnia aktualizacja: Marzec 2020 r.
| Nazwa                         | Kraj     | Otwarcie   |
| ----------------------------- | -------- | ---------- |
| Berlin Friedrichshain         | Niemcy   | 2000       |
| Berlin Zoo                    | Niemcy   | 2002–2012  |
| Berlin Mitte                  | Niemcy   | 2004       |
| Praga Holešovice (Franchise)  | Czechy   | 2005–2012  |
| Monachium Hauptbahnhof        | Niemcy   | 2005       |
| Hamburg Hammer Kirche         | Niemcy   | 2005       |
| Munich Hackerbrücke           | Niemcy   | 2006       |
| Hamburg Hauptbahnhof          | Niemcy   | 2007       |
| Drezno Hauptbahnhof           | Niemcy   | 2007       |
| Lipsk Hauptbahnhof            | Niemcy   | 2008       |
| Wiedeń Stadthalle             | Austria  | 2008       |
| Hamburg Reeperbahn            | Niemcy   | 2009       |
| Düsseldorf Hauptbahnhof       | Niemcy   | 2009       |
| Kolonia Neumarkt              | Niemcy   | 2009       |
| Berlin Hauptbahnhof           | Niemcy   | 2010       |
| Kolonia Dom                   | Niemcy   | 2011       |
| Norymberga Hauptbahnhof       | Niemcy   | 2011       |
| Dortmund Hauptbahnhof         | Niemcy   | 2011       |
| Hamburg City                  | Niemcy   | 2012       |
| Praga Metro Strizkov          | Czechy   | 2012       |
| Karlsruhe Hauptbahnhof        | Niemcy   | 2012- 2018 |
| Graz Hauptbahnhof             | Austria  | 2013       |
| Wiedeń Hauptbahnhof           | Austria  | 2013       |
| Frankfurt Galluswarte (Messe) | Niemcy   | 2013       |
| Akwizgran Hauptbahnhof        | Niemcy   | 2014       |
| Weimar                        | Niemcy   | 2014       |
| Monachium Laim                | Niemcy   | 2014       |
| Amsterdam Zuidoost (Bijlmer)  | Holandia | 2015       |
| Stuttgart City                | Niemcy   | 2015       |
| Berlin Kolumbus               | Niemcy   | 2015       |
| Kolonia Hauptbahnhof          | Niemcy   | 2016       |
| Praga Rhea                    | Czechy   | 2018       |
| Salzburg Hauptbahnhof         | Austria  | 2016       |
| Kopenhaga Nørrebro            | Dania    | 2017       |
| Wenecja Mestre                | Włochy   | 2017       |
| Brema Hauptbahnhof            | Niemcy   | 2017       |
| Frankfurt Ostend              | Niemcy   | 2018       |
| Wenecja Mestre II             | Włochy   | 2019       |
| Warszawa Wola                 | Polska   | 2020       |
| Budapeszt City                | Węgry    | 2020       |
| Kopenhaga Sydhavn             | Dania    | 2020       |